# Hermann Flaschka
Hermann Flaschka (25. března 1945 Öblarn, Rakousko – 18. března 2021) byl rakouský teoretický fyzik a matematik žijící a působící ve Spojených státech. Studoval na Georgijském technickém institutu a na Massachusettském technologickém institutu, kde v roce 1970 získal pod vedením Gilberta Stranga titul PhD.
V roce 1995 obdržel Wienerova cenu za aplikovanou matematiku za svůj přínos k výzkumu zcela integrovatelných dynamických systémů, přičemž v této oblasti aplikoval i metody diferenciální geometrie a algebry.